# Земляника Берегиня
Земляника Берегиня -среднепоздний крупноплодный столовый сорт земляники.

## Биологическое описание
Листья зелёные, слабо вогнутые; зубчики листа тупые, широкие; прилистники широкие, длинные, зеленые.
Цветы обоеполые, средние, белые, нескрученные.
Цветоносы на уровне листьев, 5-6 штук на куст с 8-10 ягодами на каждом.
Ягоды имеют массу 20-25 г, отдельные до 38 г, правильной тупоконической формы, красные, плотные. Вкус ягод кисло-сладкий с ароматом; мякоть красная, плотная, сочная; семена мелкие, слабопогруженные.
Продуктивность 400—500 г с куста (2-2,5 кг с м.п.). Урожайность 15-18 т/га.
Зимостойкость и засухоустойчивость высокие. Сорт устойчив к грибным заболеваниям листьев и земляничному клещу. Растения среднерослые, полураскидистые. Усообразовательная способность хорошая, плети розовато-зеленые.
Достоинства: высокий уровень адаптации к неблагоприятным абиотическим и биотическим факторам; вкусная, крупная ягода правильной формы.
Сорт включен в Государственный реестр селекционных достижений, допущенных к использованию РФ с 2012 г